# Stéphane Robelin
Pour les articles homonymes, voir Robelin.
Stéphane Robelin est un réalisateur français.

## Biographie
Diplômé de l'ESRA Côte d'Azur (promotion 1994), Stéphane Robelin a réalisé des courts métrages, des films publicitaires et des documentaires pour France 2.
Son premier long métrage, Real Movie, est sorti en 2004.

## Filmographie

### Courts métrages
- 1994 : Rue des Morillons
- 1995 : Enculé !
- 1996 : Pile ou face

### Longs métrages
- 2004 : Real Movie
- 2011 : Et si on vivait tous ensemble ?
- 2017 : Un profil pour deux

## Distinctions

### Récompenses
- 2017 : Prix Hydro-Québec au Festival du cinéma international en Abitibi-Témiscamingue pour Un profil pour deux